# اسدالله بروجردی
اسدالله بروجردی (زاده بروجرد) مشهور به حجت‌الاسلام مجتهد امامیه که در سده ۱۳ قمری می‌زیست. از شاگردانش وی محمدحسن آشتیانی را می‌توان نام برد.
اسدالله‌‌بن عبدلله بروجردی ( در گذشت: ۱۲۷۱) قمری مشهور به حجهٔ‌الاسلام و معروف به مجتهد بروجردی. در زادگاه خود پرورش یافت و در خدمت استادانی همچون میرزای قمی ، صاحب "قوانین" و سیدمحمد مجاهد ، صاحب "مناهل" تلمذ کرد. او مدعی برتری خویش بر تمامی علماء عصر خود بود. در عهد وی بروجرد مرکز تحصیل علوم شرعی و مجمع افاضل ایران شد ، به‌طوری‌که ، شیخ انصاری نیز در حوزۀ درس وی حاضر شد و چون خود به‌ مقام ریاست و اعلمیت رسید در مجالس خویش ار این استاد نقل‌قول می‌کرد. در "تاریخ بروجرد" نام بیست‌ودو تن دیگر از علماء بزرگ شیعه ، تحت عنوان شاگردان حجهٔ‌الاسلام آمده است. وی در زادگاه خود درگذشت و همان‌جا دفن شد. سه‌تن از فرزندان وی به‌ نام‌‌های فخرالدین محمد و جمال‌الدین محمد و نورالدین محمد که جدّ مادری آنان میرزای قمی بود ، در زمرۀ علماء دین و از مجتهدان بزرگ عصر خویش بودند و حجهٔ‌الاسلام خود برای آنان اجازۀ اجتهادی مبسوط نوشت. از آثار وی حاشیه یا تعلیقه بر "قواعدالاحکام" علامه حلّی است.
فرزند ارشد او میرزا داوود، داماد پسر سید بحرالعلوم و سه فرزند دیگرش میرزاضیاءالدین و میرزاعسکری و میرزا محمدمهدی از افاضل عصر خود بوده اند.
بروجردی همچنین با دختر استادش محقق (میرزای) قمی ازدواج کرده و از او سه فرزند به نامهای جمال الدین محمد، فخرالدین محمد و نورالدین محمد داشته و در اجازه ای که برای آنان نوشته، به اجتهادشان تصریح کرده است.

## آثار
- تعلیقه‌ای بر قواعد الاحکام